# 格拉沙紹根山
72°12′S 27°24′E / 72.200°S 27.400°E
格拉沙紹根山是南極洲的山峰，位於東部南極洲的毛德皇后地，屬於南龍達訥山脈的一部分，毗鄰伯德冰川源頭，由挪威的製圖師根據空中照片繪入地圖，現時受南極條約體系管理。